# 市川関所跡
市川関所跡（いちかわせきしょあと）は、東京都江戸川区北小岩にあった小岩市川関所の千葉県市川市側にある関所跡である。

## 歴史

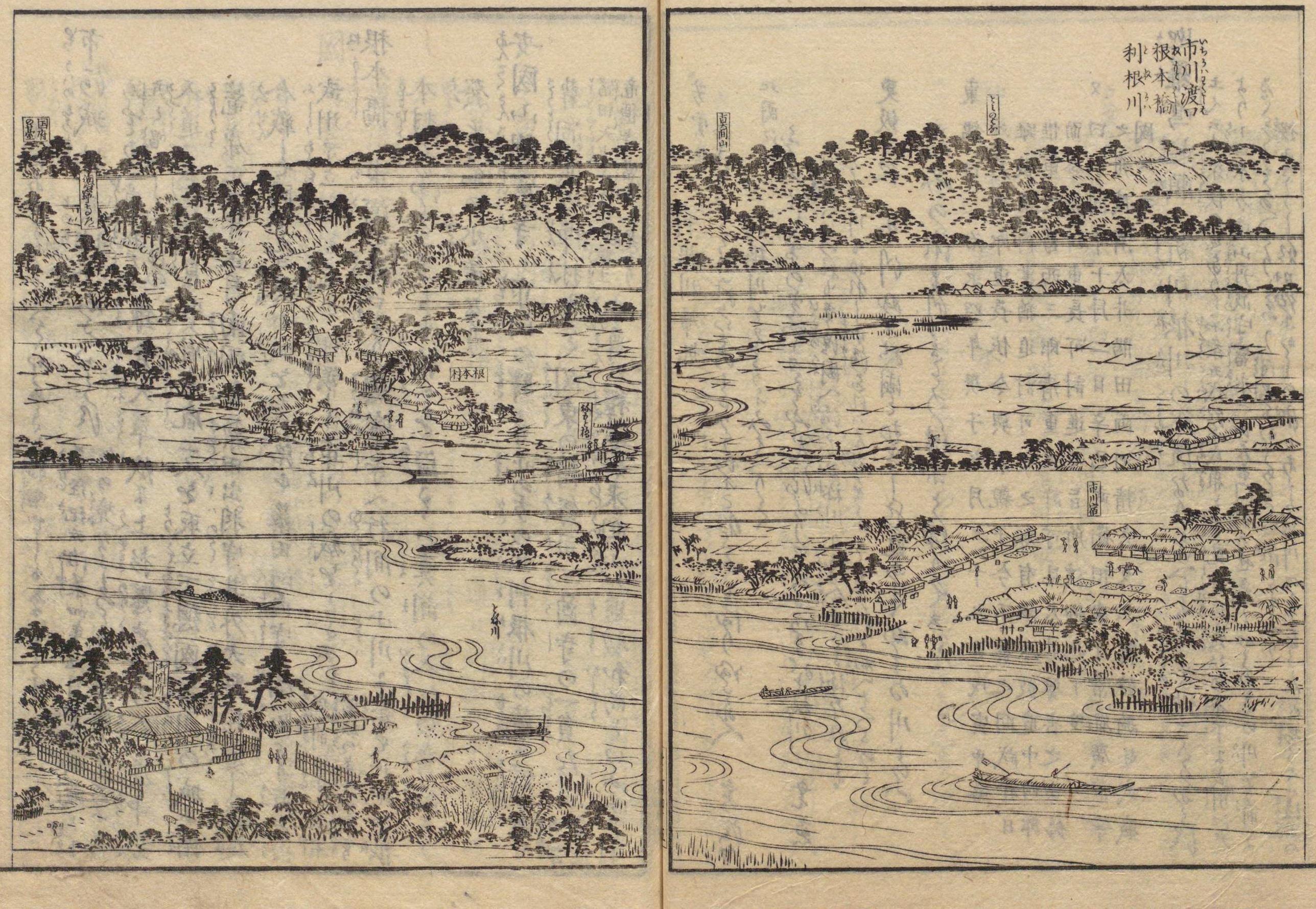
江戸名所図会に描かれた、現在の千葉県市川市の江戸川沿いの様子

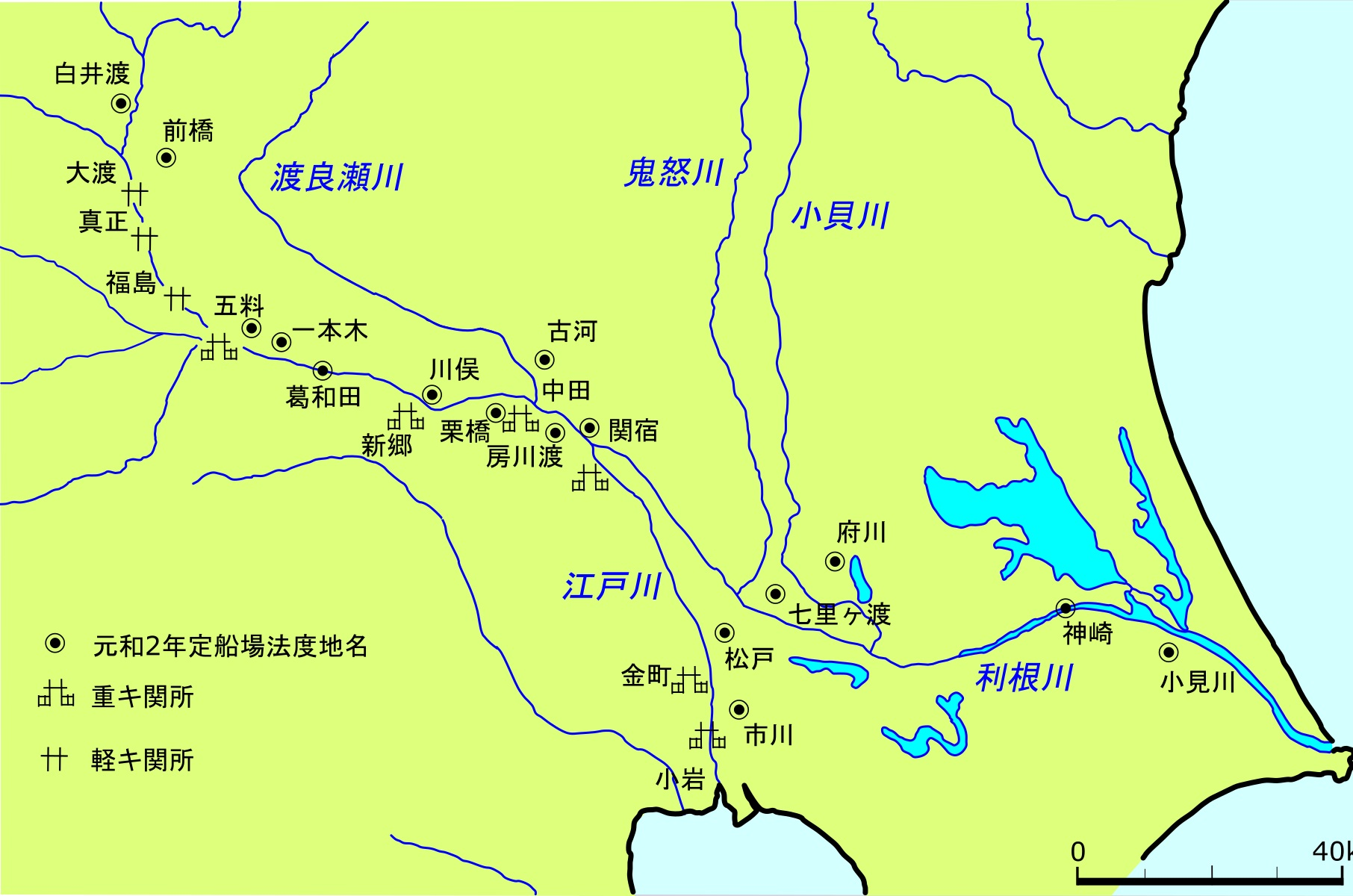
江戸時代の利根川・江戸川に配置された、関所と定船場の配置図。

現在の江戸川（旧利根川）市川・小岩間には関所があった。この関所は『江戸名所図会』に見えるように小岩側にあった。しかし
「小岩村内御関所これあり、是を市川の御関所と相唱えきたる」—（近世史料上　292号）
とあり、正式には「市川関所」と称したのである。
この関所は、現在の京成電車鉄橋からやや下流の河原の中にあったもので、関所にいたる小岩側の街道筋には、
旅館や掛茶屋が、幕末には30軒近くも居並び、「御番所町」といわれてにぎわったという。
この関所の創設を確定することは難しいが、元和2年（1616年）に制度ならびに施設が確立されたことは明らかである。
関所は1869年（明治2年）に廃止された。

## 位置

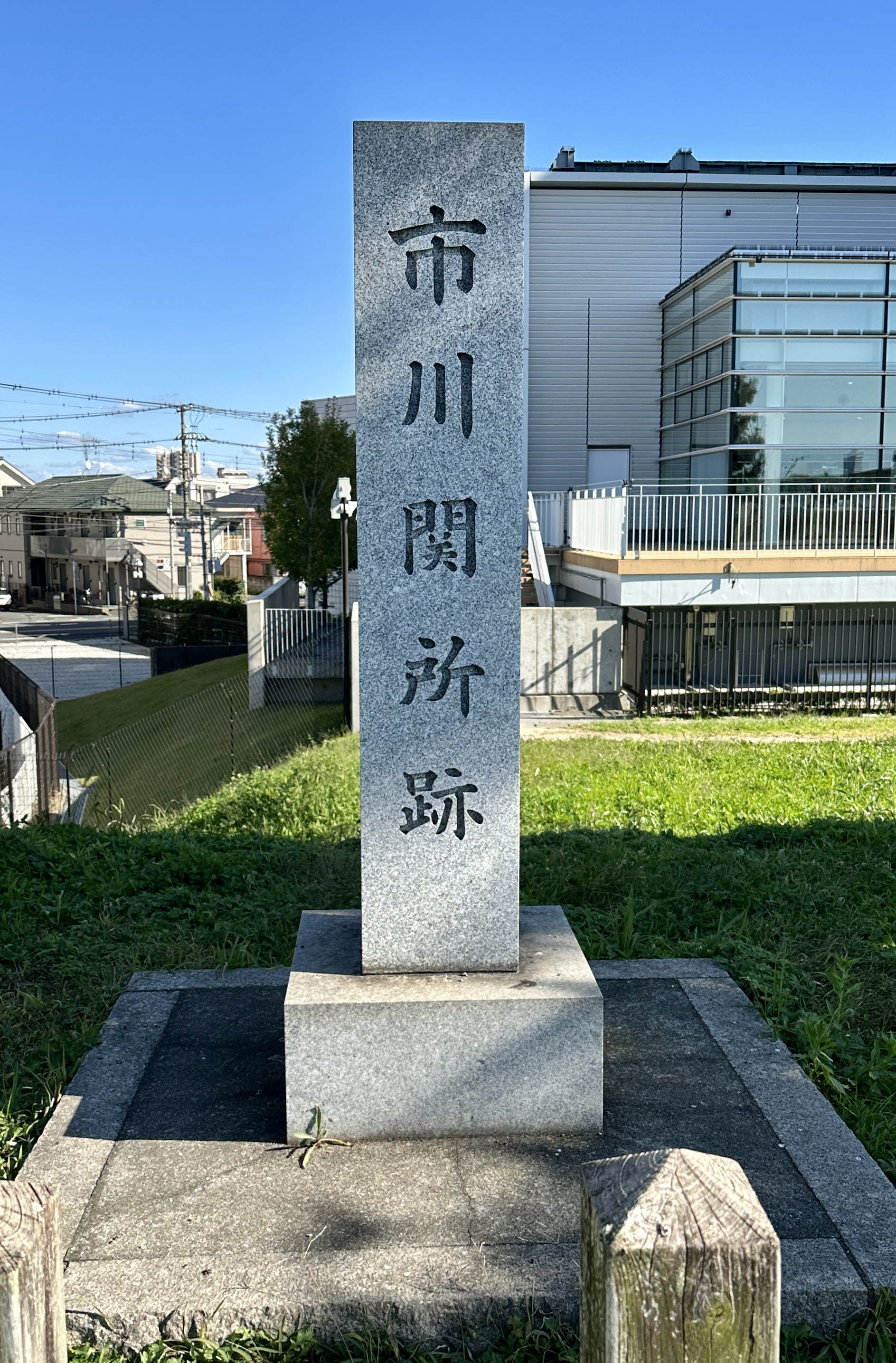
江戸川沿いにある市川関所跡の碑

正式には小岩・市川御関所と称し、葛飾区にあった金町・松戸御関所と並んで房総から江戸川を越えて江戸へ入る重要な関門で佐倉道ともと佐倉道の合流点にあたり、江戸防衛上重視された。関所の位置は東京都側からは現在の北小岩3丁目の現存していた角屋旅館のところから東へ入ったところ、現在は江戸川の河川敷の中ほど、角屋の前から現在の堤防につきあたる旧街道の延長上にあたって小岩側から向かって左側にあった。千葉県側からは江戸川に架かる京成電鉄の鉄橋からやや下流にあった。建物の規模は十坪ほどで出入口には木戸門が設けられていた。